# Emma Watson
Emma Charlotte Duerre Watson (Paris, 15 de abril de 1990) é uma atriz, modelo e ativista britânica. Conhecida por seus papéis em sucessos de bilheteria e filmes independentes, ela recebeu uma seleção de elogios, incluindo um Young Artist Awards, três MTV Movie Awards e um prêmio BAFTA. Watson foi classificada entre as atrizes mais bem pagas do mundo pela Forbes e Vanity Fair, e foi nomeada uma das 100 pessoas mais influentes do mundo pela revista Time em 2015.  Watson também foi listada pela Forbes como homenageada na lista Forbes 30 under 30 em 2015 e 2016. É amplamente conhecida pela sua participação na série de filmes Harry Potter como Hermione Granger e por filmes independentes, bem como pelo seu ativismo principalmente focado nos direitos das mulheres. Listada pela Forbes e pela Vanity Fair como uma das atrizes mais bem pagas do mundo, foi em 2015 considerada pela Time uma das 100 pessoas mais influentes do mundo.
Em busca de outros projetos para se firmar como atriz, Watson fez seu primeiro trabalho fora da série Harry Potter no telefilme Ballet Shoes (2007), que obteve uma audiência de 5,2 milhões de espectadores durante sua exibição original no canal BBC One. Conseguinte, dublou a Princesa Pea no filme de animação The Tale of Despereaux (2008), adaptação cinematográfica do livro de Kate DiCamillo. Finalizada a série Harry Potter, com o lançamento do último filme em julho de 2011, o primeiro filme de Watson foi My Week with Marilyn (outubro de 2011), originado de dois livros sobre Marilyn Monroe, escritos por Colin Clark. Interpretou Sam no aclamado The Perks of Being a Wallflower (2012), baseado no romance cult de mesmo nome de Stephen Chbosky; assinou contrato para participar de The Bling Ring (2013) de Sofia Coppola; e foi escolhida para interpretar Ila em Noah (2014) de Darren Aronofsky. Em 2017, Watson interpretou Bela em Beauty and the Beast, adaptação live-action do filme de animação de 1991 da Disney, e em 2019 interpretou Meg March em Little Women de Greta Gerwig, baseado no romance clássico de mesmo nome. Outros filmes da carreira de Watson incluem Colonia (2015), Regression (2015) e The Circle (2017).
Apesar de o foco de Watson ser a atuação, ela também faz trabalhos relacionados à moda. Sua estreia como modelo ocorreu na campanha outono/inverno de 2009 da grife britânica Burberry, da qual foi garota propaganda. Ela também estrelou a campanha primavera/verão de 2010 da mesma grife. Após rescindir com a Burberry, em 2011 se tornou o rosto da casa de moda francesa Lancôme, e fez quatro campanhas para a marca. Watson também desempenhou a função de estilista numa parceria com a People Tree e Alberta Ferretti, para a fabricação de coleções de roupas ecológicas. Watson é considerada um ícone de estilo.
Desde 2014, Watson atua como Embaixadora da Boa Vontade da ONU Mulheres, e promove a campanha #HeForShe, que propaga a liberdade e a igualdade entre os gêneros.

## Infância e educação
Emma Charlotte Duerre Watson, filha dos advogados britânicos Chris Watson e Jacqueline Luesby, ambos formados pela Universidade de Oxford, nasceu em Paris, França, onde morou até os cinco anos de idade, época em que seus pais se divorciaram e ela se mudou com sua mãe e seu irmão caçula, Alex, para Oxford, Inglaterra. Watson e seu irmão passavam os finais de semana na casa do pai, em Londres. Ela tem ainda um irmão chamado Toby e duas irmãs gêmeas chamadas Lucy e Nina, frutos do segundo casamento de seu pai, além de ter três irmãos de criação, filhos de seu padrasto. Por ter vivido uma época na França, Watson fala um pouco de francês, embora não tão bem como antes.
Após se mudar, Watson iniciou seus estudos na escola privada Dragon School, em Oxford, onde permaneceu até 2003. Aos seis anos de idade, surgiu interesse em ser atriz e iniciou estudos paralelos de canto, dança e teatro na Stagecoach Theatre Arts, onde participou de diversas peças teatrais como Arthur: The Young Years e The Happy Prince, mas sem nunca atuar profissionalmente. Após sair da Dragon School, frequentou até 2007 a Headington School, escola privada para garotas, também em Oxford, onde participou das equipes de hóquei e de dança. Durante as filmagens de Harry Potter, Watson e seus colegas de elenco tinham aulas diárias de no mínimo três horas e no máximo cinco com tutores particulares, pois não era possível frequentar a escola.
Watson graduou-se em Literatura inglesa no dia 25 de maio de 2014 pela Universidade Brown, que fica em Providence, Rhode Island, nos Estados Unidos. Por causa de sua agenda movimentada com o seu trabalho no cinema, ela cumpriu parte dos estudos na Inglaterra, onde vive, na Universidade de Oxford.

## Carreira

### 1999–2011:Harry Pottere reconhecimento mundial
Em 1999, foi iniciada a escalação para Harry Potter and the Philosopher's Stone, a adaptação cinematográfica do romance homônimo da escritora J. K. Rowling. Uma agência de talentos descobriu Watson por meio da sua professora de teatro e os produtores ficaram impressionados com a sua confiança e suas habilidades naturais para a atuação. Após oito audições, o produtor David Heyman contou a Watson, Daniel Radcliffe e Rupert Grint que eles haviam obtido os papéis de Hermione Granger, Harry Potter e Ron Weasley, respetivamente. Rowling apoiou Watson desde a primeira audição.
O lançamento de Philosopher's Stone ocorreu em novembro de 2001 e marcou o início da carreira de Watson no cinema. O filme quebrou os recordes de maior bilheteria para um dia de estreia (31,6 milhões de dólares) e de maior bilheteria em um final de semana (93,5 milhões de dólares) nos Estados Unidos, e foi o filme de maior bilheteria mundial do ano, com arrecadação de 974,8 milhões de dólares. A crítica elogiou as atuações dos três protagonistas, e frequentemente destacou Watson como a melhor atuação. O jornal The Daily Telegraph adjetivou sua atuação como "admirável" e Bryan Linder, em sua crítica para o IGN, escreveu que ela "roubou a cena". Por sua atuação em Philosopher's Stone, Watson conquistou um Young Artist Awards de melhor atriz juvenil de cinema.
Um ano depois, Watson interpretou novamente Hermione Granger em Harry Potter and the Chamber of Secrets, o segundo filme da série Harry Potter. Mais uma vez, os críticos elogiaram as atuações dos três protagonistas. Adrian Hennigan, em sua crítica para a BBC, escreveu que "Watson capturou a sabe-tudo Hermione perfeitamente", enquanto Stephen Hunter, do The Washington Post, descreveu sua atuação como "cheia de espírito". Por sua atuação, Watson conquistou um Otto Awards da revista alemã Bravo.

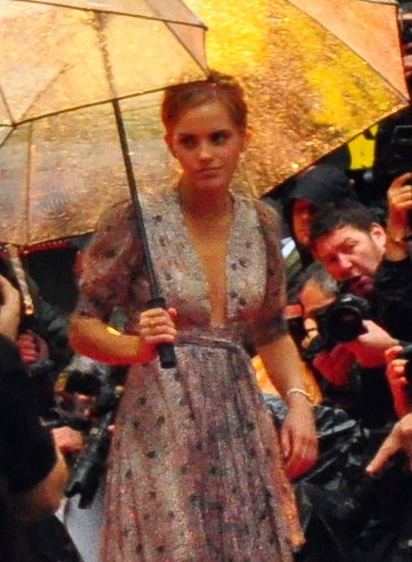
Watson na pré-estreia de Harry Potter and the Half-Blood Prince, em julho de 2009.

Em maio de 2004, foi lançado Harry Potter and the Prisoner of Azkaban, o terceiro filme da série. Watson sentiu-se realizada por sua personagem desempenhar um papel mais decisivo nesse filme e a definiu como "carismática e fantástica de interpretar". Embora a crítica não tenha apreciado muito a atuação de Daniel Radcliffe como o personagem-título ao rotulá-lo de "desajeitado", a atuação de Watson foi bastante elogiada. O jornal The New York Times a elogiou e relatou que "por sorte, a suavidade do Sr. Radcliffe é compensada pela intensa impaciência da Srta. Watson. Harry pode mostrar as suas novas habilidades de feitiço, mas é Hermione quem ganha os aplausos mais altos por socar o nariz de Draco Malfoy". Embora Prisoner of Azkaban tenha se tornado o filme com a menor bilheteria da série, ao arrecadar 796,7 milhões de dólares mundialmente, Watson conquistou o prêmio de melhor atuação infantil da Total Film e dois Otto Award da revista alemã Bravo.
Com o lançamento de Harry Potter and the Goblet of Fire, em 2005, tanto Watson quanto a série Harry Potter atingiram novos patamares. Enquanto o filme quebrou novos recordes de maior bilheteria em um final de semana para a série nos Estados Unidos (102,7 milhões de dólares) e de maior bilheteria em um final de semana no Reino Unido (25,9 milhões de dólares), Dinamarca (2,8 milhões de dólares), Suíça (2,6 milhões de dólares) e Noruega (2,4 milhões de dólares), a crítica elogiou a crescente maturidade de Watson e seus colegas de cena, Radcliffe e Grint. Peter Bradshaw, do The Guardian, escreveu que "a atuação confiante de Watson mostra muito bem que dentro e fora do mundo mágico há uma crescente discrepância entre a sua condição de adolescente e o seu desenvolvimento emocional e intelectual acelerado".
Na perspectiva de Watson, muito do humor desse filme se deveu à maior tensão entre os personagens à medida que amadurecem, ela explicou que "amou toda a discussão [...] é muito mais realístico quando eles discutem e tem problemas". Por sua atuação em Goblet of Fire, Watson conquistou um Otto Award da revista Bravo. Ainda em 2005, tornou-se a garota mais jovem a ser capa da revista Teen Vogue, e voltaria a ser capa na edição de agosto de 2009. Em 2006, Watson interpretou Hermione Granger no especial The Queen's Handbag, um curta-metragem com elementos da série Harry Potter produzido em homenagem ao aniversário de 80 anos da rainha Elizabeth II.

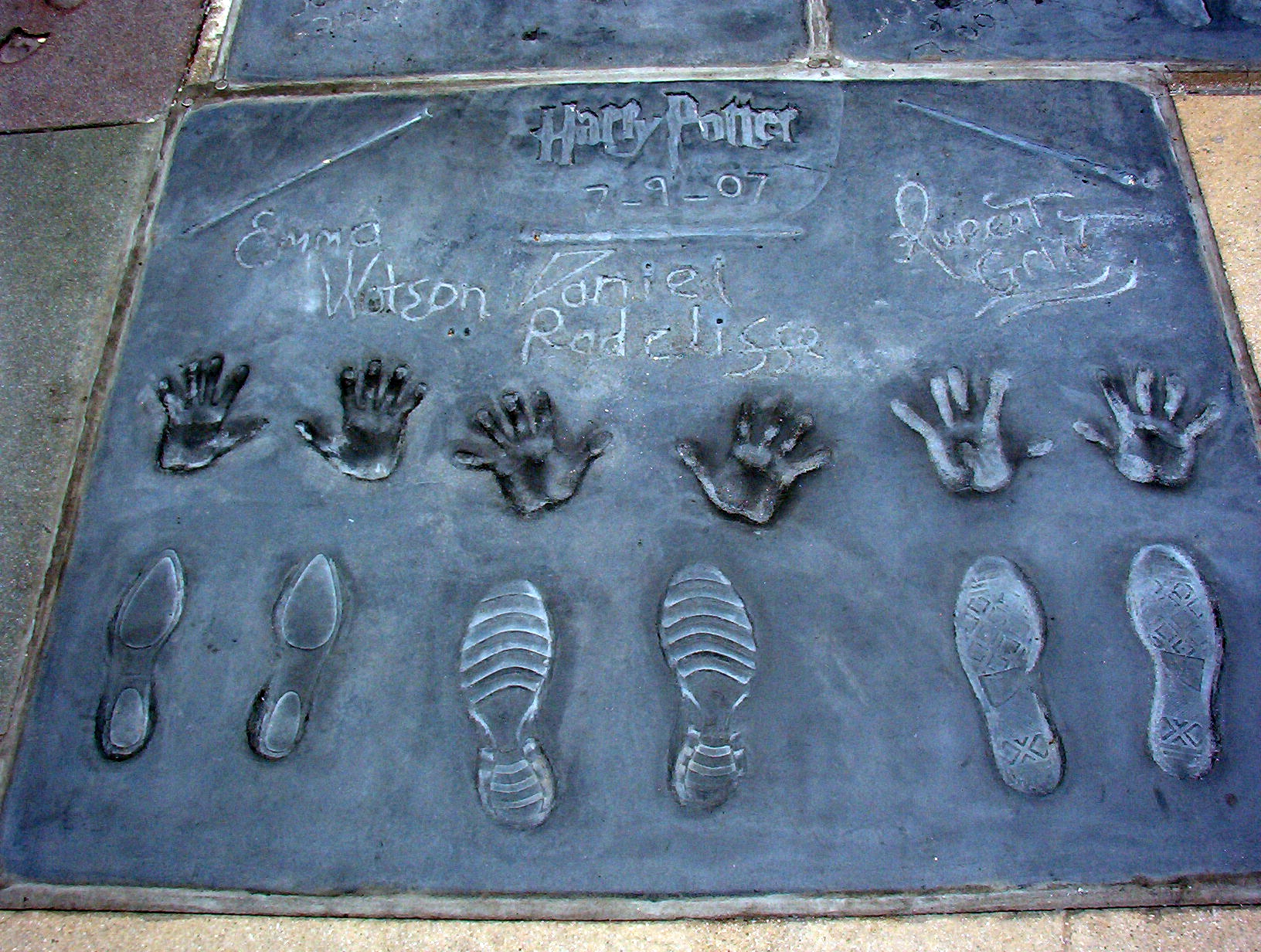
As mãos, os pés e as varinhas de Watson (esquerda), Radcliffe (centro) e Grint (direita), impressos na calçada do Grauman's Chinese Theatre.

Em 2007, Harry Potter and the Order of the Phoenix foi lançado. O filme foi sucesso comercial e obteve a segunda maior bilheteria mundial do ano, com 939,8 milhões de dólares. Por sua atuação, Watson conquistou um National Movie Award de melhor atriz. À medida que o sucesso da série continuava, Watson, Radcliffe e Grint tiveram as mãos, os pés e as varinhas dos seus personagens impressos na Calçada da Fama junto ao Grauman's Chinese Theatre na Hollywood Boulevard, Los Angeles. Ainda em 2007, foi relatado que Watson havia acumulado mais de 10 milhões de libras esterlinas por seu trabalho em Harry Potter. Ela reconheceu que possuía dinheiro suficiente para não trabalhar mais durante o resto da sua vida. Em março de 2009, Watson foi listada como a sexta adolescente mais rentável de Hollywood pela revista Forbes e, em fevereiro de 2010, foi-lhe atribuído o título de atriz mais bem paga, com ganhos estimados 19 milhões de libras esterlinas.
Apesar do sucesso de Order of the Phoenix, o futuro de Harry Potter tornou-se duvidoso pois os atores protagonistas estavam hesitantes em assinar o contrato para participar dos três últimos filmes restantes. Radcliffe e Grint assinaram logo o contrato, enquanto Watson ainda estava hesitante. Ela explicou que era uma decisão importante a ser tomada, pois os filmes representavam um compromisso integral de quatro anos. Entretanto, decidiu assinar o contrato e explicou que "não poderia abandonar a Hermione [...] as vantagens superam as desvantagens". Ao comprometer-se com os três últimos filmes, a remuneração de Watson duplicou para 2 milhões de libras esterlinas por filme.
Watson teve o seu primeiro trabalho de atriz fora da série Harry Potter no telefilme Ballet Shoes, adaptação do romance homônimo da escritora Noel Streatfeild. A diretora do telefilme, Sandra Goldbacher, comentou que Watson era "perfeita" para interpretar a protagonista, a aspirante à atriz Pauline Fossil, e afirmou que "ela tem uma intensidade e uma aura delicada que faz você querer olhar fixamente pra ela". Dançando para a Vida foi transmitido pelo BBC One no Boxing Day de 2007 e obteve uma audiência de 5,2 milhões de espectadores.
Em julho de 2007, Watson anunciou em seu site oficial que ia dar voz a princesa Pea no filme de animação The Tale of Despereaux, baseado no livro homônimo, da escritora Kate DiCamillo. Para Watson, foi um novo desafio como atriz, pois, geralmente, atua por meio de sua linguagem corporal e de suas expressões faciais, entretanto, por ser um filme de animação, teve que aprender a expressar todos os tipos de emoções por meio da sua voz. Lançado em dezembro de 2008, o filme obteve uma bilheteria mundial de 86,9 milhões de dólares.

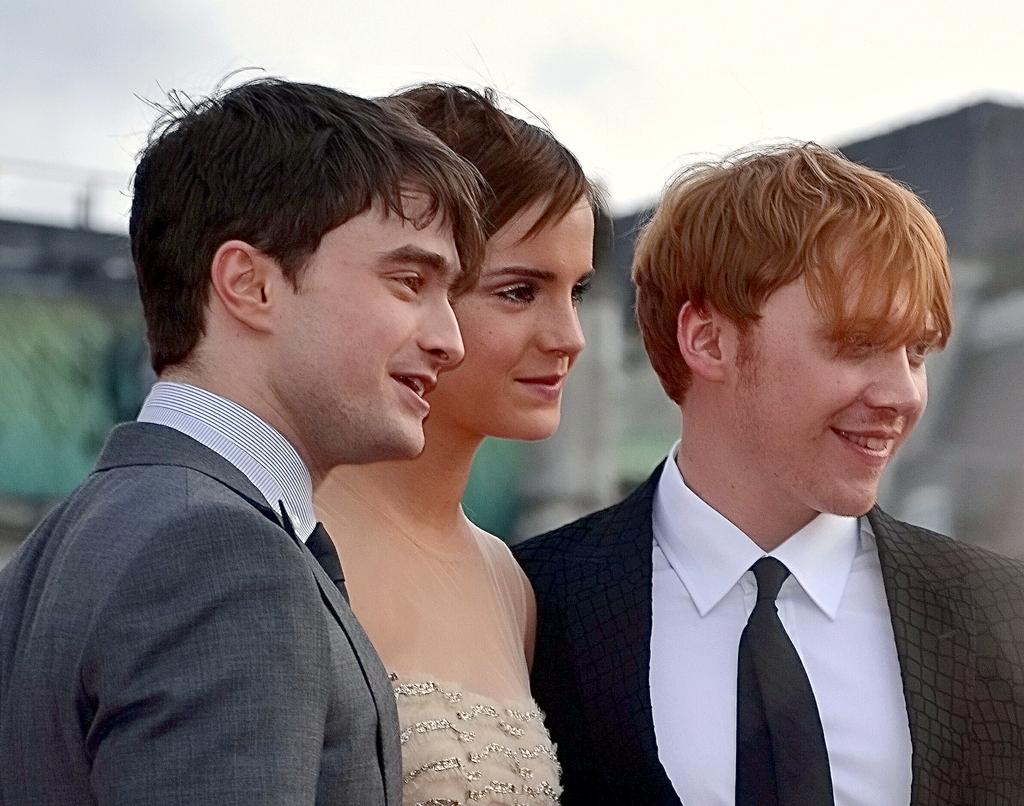
Watson com Daniel Radcliffe (esquerda) e Rupert Grint (direita), na pré-estreia mundial de Harry Potter and the Deathly Hallows – Part 2 em julho de 2011, em Londres.

O sexto filme da série, Harry Potter and the Half-Blood Prince, originalmente previsto para novembro de 2008, foi lançado em julho de 2009. O filme quebrou os recordes de maior bilheteria originada das sessões da meia-noite (22 milhões de dólares) e de maior bilheteria mundial arrecada durante o dia de estreia (104 milhões de dólares). Com os três protagonistas no final da adolescência, a crítica estava mais determinada a avaliar as suas atuações no mesmo nível dos atores adultos da série, o que o Los Angeles Times descreveu como um "guia completo para as artes dramáticas do Reino Unido". Dan Kois, em sua crítica para o The Washington Post, escreveu que os atores "deram suas atuações mais encantadoras", enquanto o The Daily Telegraph descreveu que os atores "estavam fervorosos para dar o melhor de si para o restante da série". Para Watson foi desafiador interpretar Hermione em Half-Blood Prince, pois teve que interpretá-la muito mais emocional e vulnerável.
Após conhecer George Craig, o vocalista da banda One Night Only, na sessão de fotos para a campanha outono/inverno de 2010 da Burberry, da qual eram modelos, Watson aceitou participar do vídeo musical da banda para o single "Say You Don't Want It". O vídeo foi lançado durante uma transmissão do Channel 4, em 26 de junho de 2010.
Por motivos financeiros e criativos, a adaptação cinematográfica do último livro da série foi divida em duas partes. As filmagens de Harry Potter and the Deathly Hallows foram rodadas simultaneamente. Harry Potter and the Deathly Hallows – Part 1 foi lançado em novembro de 2010 e quebrou o recorde de Half-Blood Prince de maior bilheteria originada das sessões da meia-noite, com 24 milhões de dólares. O Daily Mail elogiou a atuação de Watson e percebeu que ela "amadureceu e se tornou uma atriz de cinema promissora". No mesmo aspecto, o Metro Times escreveu que "Watson provou ter crescido e se tornado uma boa atriz, capaz de lidar com emoções fortes".
Já a segunda parte da adaptação, Harry Potter and the Deathly Hallows – Part 2, foi lançada em julho de 2011. Foi o único filme da série a ser lançado em 3D e a atingir a bilheteria mundial maior que 1 bilhão de dólares. Também quebrou outros diversos recordes como o de maior bilheteria mundial de estreia (475,6 milhões de dólares), de maior arrecadação em um único dia (92,1 milhões de dólares), de maior bilheteria originada das sessões da meia-noite (43,5 milhões de dólares) e de maior estreia no mercado internacional (307 milhões de dólares).

### 2011–presente: Papeis independentes e primeiralive-action
Em seu primeiro trabalho após finalizada a série Harry Potter, Watson fez uma pequena participação, porém importante, no filme My Week with Marilyn, lançado em novembro de 2011. Watson interpretou Lucy, uma assistente de figurino que se envolve com o protagonista Colin Clark na época em que este trabalhava como assistente do diretor Laurence Olivier, em The Prince and the Showgirl, e se envolve com a estrela do filme, Marilyn Monroe, formando um triângulo amoroso. A escalação de Watson foi anunciada em setembro de 2010. Também foi anunciado que a sua participação seria filmada em poucos dias para que não houvesse um longo período de interrupção nas suas aulas da universidade. Simon Curtis, o diretor do filme, adjetivou a escalação de Watson como "apropriada". Um dos produtores do filme, Harvey Weinstein, elogiou Watson e afirmou que "ela tem o dom para a comédia e para o drama [...] sinto que trabalharemos juntos muitas vezes no futuro".

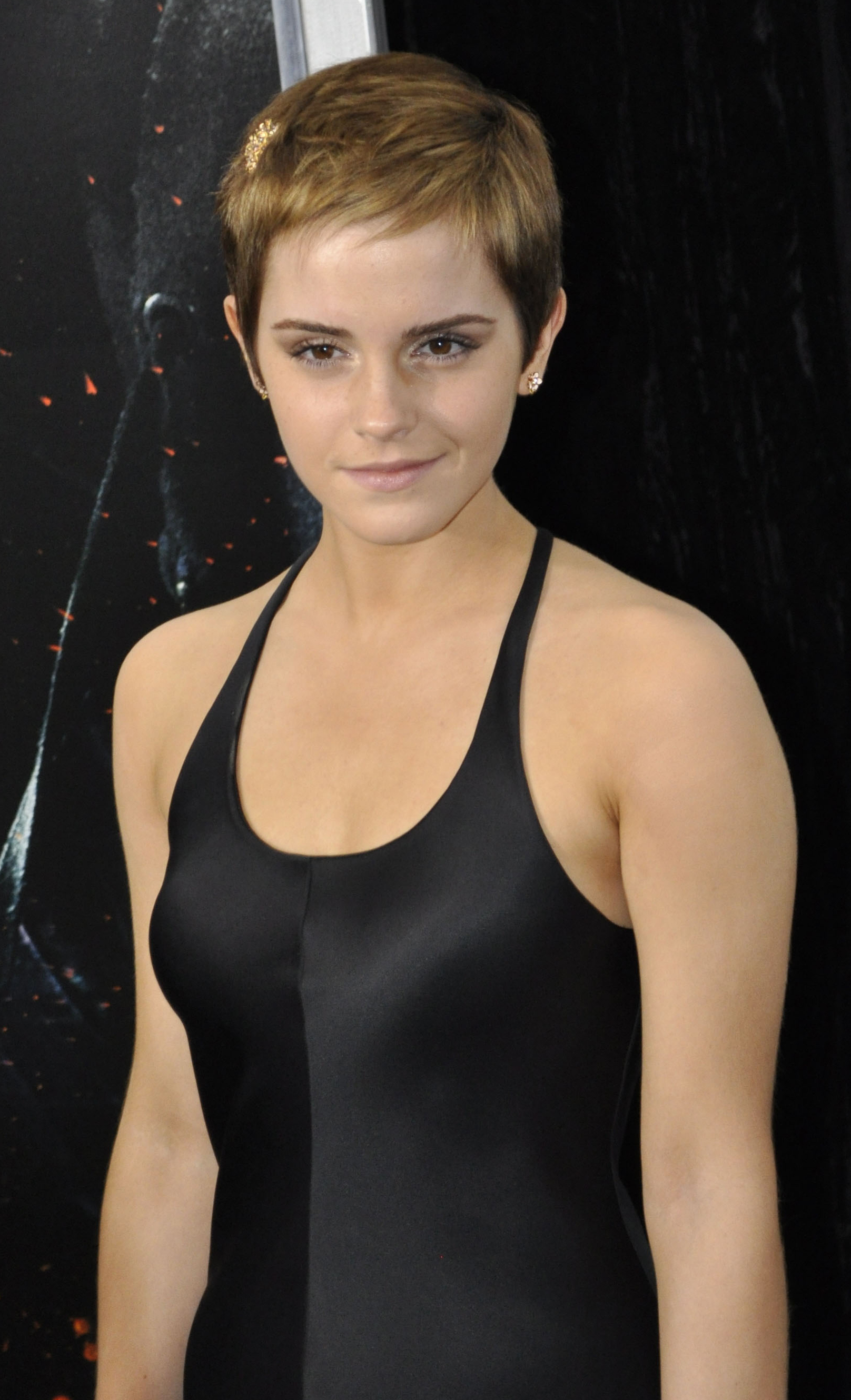
Watson na pré-estreia de Harry Potter and the Deathly Hallows – Part 1 em novembro de 2010, em Nova Iorque.

Em maio de 2010, foi relatado que Watson estava em negociações para estrelar The Perks of Being a Wallflower, filme baseado no romance homônimo de Stephen Chbosky. Sua escalação foi confirmada em fevereiro de 2011. Ao ser indagado acerca da escalação de Watson, o autor do livro e também roteirista e diretor do filme, Stephen Chbosky, explicou que "se fosse retratar verdadeiramente a Sam [...] precisaria de alguém que a incorporasse - alguém gentil e generosa como a Emma". Além disso, complementou que "apenas sabia que ela era a escolha certa", pois para ele, Watson "é mais parecida com a Sam do que com qualquer outra personagem que ela já interpretou". As filmagens ocorreram em Pittsburgh, Pensilvânia, de maio a junho de 2011. O filme estreou no Festival Internacional de Cinema de Toronto em setembro de 2012 e obteve bilheteria mundial de 33,3 milhões de dólares.Em fevereiro de 2012, foi anunciado que Watson assinara contrato para participar em The Bling Ring, de Sofia Coppola, baseado em fatos reais acerca de um grupo de adolescentes que invadiu diversas casas de celebridades entre 2008 e 2009. Sua personagem, Nicki Moore, é baseada em Alexis Neiers, uma dos membros da gangue verdadeira. Para Watson, a personagem é tudo o que ela repudia: "é superficial, materialista, vaidosa e amoral [...] entretanto, é interessante de interpretar". Indagada sobre a atuação de Watson, a diretora Sofia Coppola relatou que "é muito divertido vê-la tão diferente [...] sempre ficava surpresa no set ao vê-la transformar-se nessa personagem". O filme foi escolhido para abrir a categoria Un Certain Regard do Festival de Cinema de Cannes em 2013.

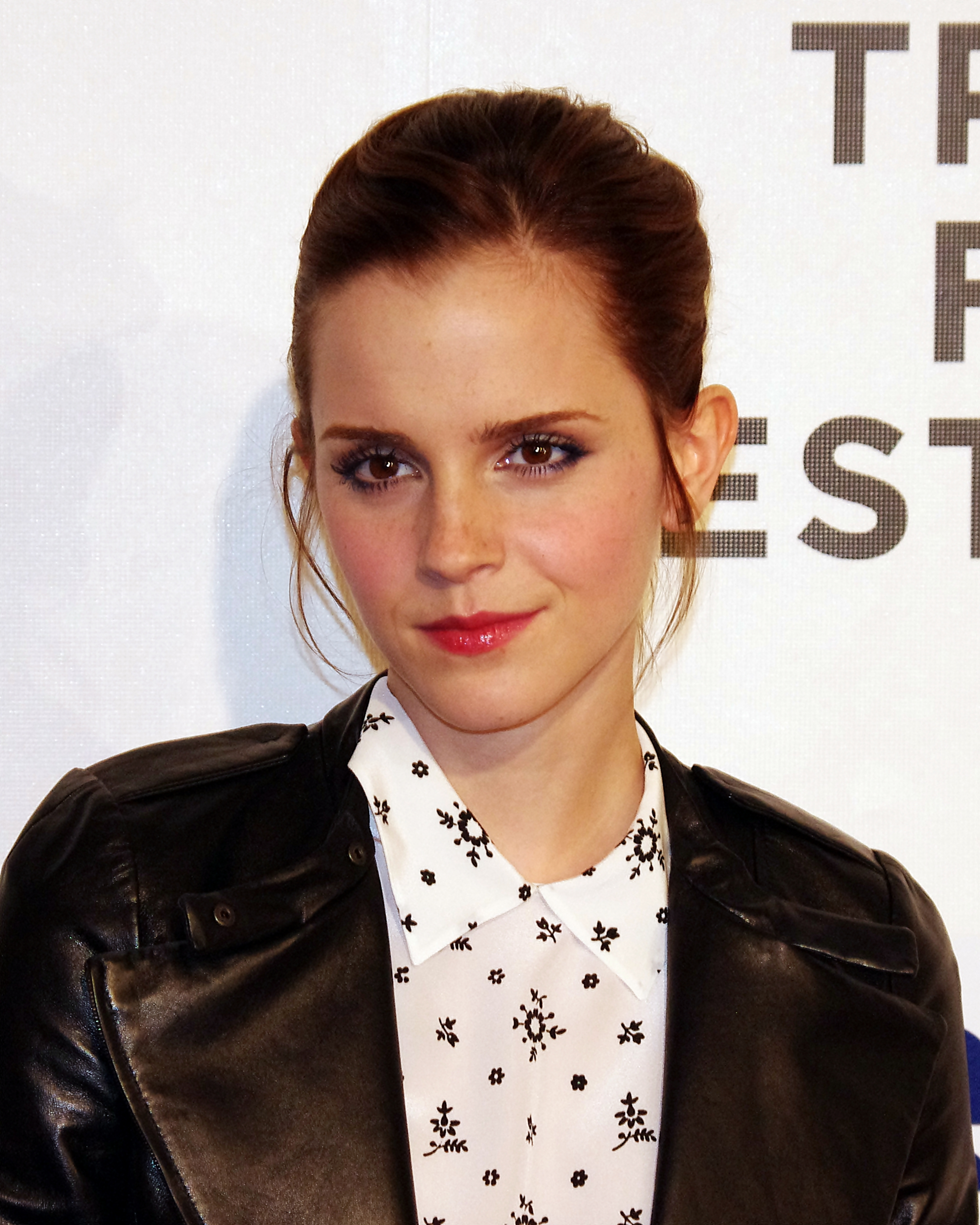
Watson em 2012.

Em abril de 2012, Watson iniciou as negociações para fazer uma aparição em que interpretaria a si mesma em This Is the End, filme que mostra celebridades em uma festa no momento em que ocorre o Apocalipse. Sua participação foi confirmada no mês seguinte. O filme foi lançado em junho de 2013. Ainda em 2012, Watson foi escalada para interpretar Ila em Noah, de Darren Aronofsky, com lançamento em março de 2014.Em 2015, a revista Time nomeou-a como uma das 100 pessoas mais influentes do mundo. Em janeiro do mesmo ano, foi anunciado que Watson havia sido escalada para interpretar Bela em Beauty and the Beast, adaptação live-action do filme de animação homônimo de 1991 da Walt Disney Animation Studios. O filme foi lançado em março de 2017, e teve a bilheteria mundial de 1,264 milhões de dólares, esse foi o filme mais bem sucedido de Watson nos cinemas. Em 2016, Watson foi convidada a integrar a Academia de Artes e Ciências Cinematográficas.No ano de 2017 Watson também protagonizou o filme The Circle, ao lado de John Boyega e Tom Hanks.Em agosto de 2018, Watson foi escalada para interpretar Meg March (substituindo Emma Stone, que desistiu devido a conflitos de agendamento com a promoção de The Favourite) em Little Women dirigido por Greta Gerwig, filme baseado no romance homônimo de Louisa May Alcott, e que conta com um elenco que inclui Saoirse Ronan, Florence Pugh, Eliza Scanlen, Laura Dern, Timothée Chalamet e Meryl Streep. O filme estreou em dezembro de 2019.
Após Little Women, Emma decidiu dar uma pausa na carreira de atriz para focar em seu relacionamento com o empresário Leo Robinson.

## Outros Empreendimentos

### Moda
Em 2007, foi anunciado que Watson havia assinado contrato com a Storm, uma agência de modelo britânica. Logo em seguida, surgiram boatos de que ela assinaria um contrato de 3 milhões de libras esterlinas para substituir Keira Knightley como o rosto da campanha para a fragrância Coco Mademoiselle, da marca Chanel. Entretanto, na época, isso foi negado pela própria Chanel.
Em junho de 2009, após semanas de especulações, foi confirmado que Watson faria sua estreia de modelo como o rosto da campanha outono/inverno 2009 da grife britânica Burberry. Christopher Bailey, diretor criativo desta marca, relatou conhecer e admirar Watson, neste sentido, "ela era uma escolha óbvia para essa campanha [...] tem uma beleza clássica, uma ótima personalidade e um toque de modernidade". Watson também apareceu na campanha primavera/verão 2010 da mesma marca, juntamente com o seu irmão Alex, o músico George Craig, o modelo Max Hurd e Matt Gilmour. O renomado peruano, Mario Testino, foi o responsável pelas fotografias nas duas coleções. Na época em Watson representou a Burberry, as vendas da marca subiram mais do que 24%. Após a segunda coleção, Watson foi substituída pela modelo Rosie Huntington-Whiteley.
Ainda em 2009, foi anunciado que Watson colaboraria gratuitamente com a People Tree, uma marca de moda de comércio justo, para ser o rosto e a estilista de uma coleção de roupas ecológicas voltada para o público entre 16 e 24 anos, com a finalidade de angariar fundos para a People Tree Foundation. Watson trabalhou na coleção durante as noites, após um dia de filmagem, ou em qualquer final de semana que tivesse livre, e realmente se envolveu no processo de produção. A coleção foi lançada em fevereiro de 2010. Watson continuou a colaborar com a People Tree e lançou mais duas coleções, uma em agosto de 2010 e outra em fevereiro de 2011.
Em fevereiro de 2011, Watson recebeu, das mãos da estilista Vivienne Westwood, o prêmio de Ícone da Moda da revista Elle britânica. Em março de 2011, juntamente com a estilista italiana Alberta Ferretti, lançou outra coleção de roupas ecológicas, chamada Pure Threads by Emma Watson Alberta Ferrettia, e anunciou, por meio de seu Twitter, que seria o novo rosto da marca de cosméticos francesa, Lancôme. Ela é, também, a pessoa mais jovem a ser o rosto da marca. Desde 2011, Watson é o rosto da Lancome e fez quatro campanhas para a marca.
De acordo com Watson, a moda lhe deu a chance de ter uma identidade fora da série Harry Potter, pois teve a oportunidade de criar seu próprio estilo e reiventar-se pelo seu jeito de se vestir e por seus cortes de cabelo.

### Filantropia e sustentabilidade ambiental
Em 2009, Watson colaborou gratuitamente com a People Tree, uma marca de moda de comércio justo, para ser o rosto e a estilista de uma coleção de roupas ecológicas, com a finalidade de angariar fundos para a People Tree Foundation. A coleção foi lançada em 2010, durante um evento organizado pelo príncipe Charles, em prol da consciência ambiental. Por se tratar de uma empresa de comércio justo que ajuda famílias oriundas de países emergentes a saírem da linha da pobreza e que contribui para uma melhor oportunidade de vida, Watson viajou até Bangladesh como representante da People Tree para entender o processo de produção e conhecer as pessoas que manufaturam as roupas, o que ela descreveu como uma "experiência incrível e única". Watson relatou acreditar que a People Tree é um exemplo a ser seguido em questão de sustentabilidade e humanitarismo.
Em junho de 2011, Watson aceitou posar para o artista plástico Mark Demsteader, no sentido de produzir uma coleção de 30 quadros de pintura elaborados com diferentes técnicas como guache, carvão, tinta e óleo. O convite foi feito por Demsteader a Watson no momento em que ela o contatou para comprar uma de suas obras. Ao aceitar o convite, Watson pediu que 10% do lucros sob as vendas dos quadros fossem doados para a Camfed International, uma organização não governamental (ONG) britânica atuante nas zonas rurais africanas que busca inserir garotas no ambiente escolar ao ceder-lhes livros, uniformes e outros suprimentos necessários. Em setembro de 2012, Watson findou a representar Camfed International como sua embaixadora oficial, por apoiar a causa da importância do estudo na vida de um indivíduo e na construção da sociedade, e declarou ter ficado "feliz em apoiar a Camfed e o trabalho incrível que eles fazem".
Em 2013, Watson posou para fotos em favor da campanha Natural Beauty, do fotógrafo James Houston, com o intuito de angariar fundos para a Global Green USA, uma organização não governamental voltada para a sustentabilidade e a preservação do meio ambiente. A exposição foi lançada em 22 de abril, no Dia da Terra, em Nova Iorque e Los Angeles.

### Participação na ONU Mulheres
Em junho de 2014, Emma Watson foi nomeada Embaixadora da Boa Vontade da Agência ONU Mulheres. Naquela ocasião foi anunciado que sua primeira participação seria na campanha HeForShe, um movimento de solidariedade pela igualdade de gênero que acredita que a essa causa não é um problema apenas das mulheres. Em setembro ela fez um discurso histórico no lançamento da campanha que teve uma repercussão global.
Um dos trechos de seu discurso:
"Homens, eu gostaria de usar essa oportunidade para apresentar o convite formal. Igualdade de gêneros é seu problema também. Até hoje eu vejo o papel do meu pai como pai ser menos válido na sociedade. Eu vi jovens homens sofrendo de doenças, incapazes de pedirem ajuda por medo de que isso os torne menos homens - de fato, no Reino Unido, suicídio é a maior causa de morte entre homens de 20-49 anos, superando acidentes de carro, câncer e doenças de coração. Eu vi homens frágeis e inseguros sobre o que constitui o sucesso masculino. Homens também não tem o benefício da igualdade. Nós não queremos falar sobre homens sendo aprisionados pelos estereótipos de gênero mas eles estão. Quando eles estiverem livres, as coisas vão mudar para as mulheres como consequência natural. Se homens não tem que ser agressivos, mulheres não serão obrigadas a serem submissas. Se homens não tem a necessidade de controlar, mulheres não precisarão ser controladas. Tanto homens quanto mulheres deveriam ser livres para serem sensíveis. Tanto homens e mulheres deveriam ser livres para serem fortes".

## Vida pessoal

### Interesse acadêmico
Mesmo tendo que conciliar estudos e filmagens, em junho de 2006, Watson obteve o Certificado Geral de Educação Secundária (General Certificate of Secondary Education ou GCSE) com oito A* (a nota mais alta) e duas notas A (a segunda nota mais alta), o que a fez se tornar alvo de caçoamento, mas ela viu isso como um elogio. Em 2008, recebeu três A no seu Exame de Níveis Avançados (A-Level ou Advanced Levels) em Literatura inglesa, Geografia e Arte. Após completar o ensino secundário, Watson tirou um tempo para finalizar as filmagens de Harry Potter and the Deathly Hallows, iniciadas em fevereiro de 2009, antes de ir para a universidade.
Em meio a vários rumores sobre qual universidade escolheria, Watson estava relutante em se comprometer publicamente com qualquer instituição e afirmou que anunciaria sua decisão primeiramente em seu site oficial. Em julho de 2009, Watson declarou que havia escolhido a Universidade Brown, localizada em Providence, Rhode Island. Ela iniciou seus estudos de literatura inglesa na Brown, em setembro de 2009. Para Watson, estar na Brown a fez sair da sua zona de conforto, o que a deixou muito orgulhosa, pois mudou-se para um país diferente e pôde experimentar novas coisas. Em março de 2011, anunciou que trancaria seu curso para promover o último filme da série Harry Potter e se focar em seus projetos como atriz. Entretanto, ela matriculou-se na Universidade de Oxford para estudar inglês como uma complementação do curso na Brown e deixou claro que voltaria a esta para se formar. No entanto, em 25 de maio de 2014, Watson conseguiu seu diploma bacharel em literatura inglesa quebrando todos os tabus possíveis de jovens hollywoodianos que não conseguem ter uma vida dupla na carreira.
Sempre em busca de ter uma vida normal, Watson quer continuar a estudar e está determinada a seguir em frente com a sua vida acadêmica, pois "ama estudar mais do que tudo" e não pretende "perder a oportunidade de cursar uma universidade porque é a época para se descobrir e saber do que gosta". Watson relatou querer frequentar a universidade e terminar seus estudos buscando conciliá-los com a sua carreira de atriz. Entretanto, enquanto cursa a universidade, Watson já teve de recusar diversas "ofertas incríveis" para atuar, pois não queria interromper suas aulas, visto que "a experiência da universidade é muito importante" e não irá desistir.

### Relacionamentos amorosos
Watson namorou por dois anos o financista, oito anos mais velho que ela, Jay Barrymore, e rompeu com ele em março de 2010, devido à distância, pois ela estava envolvida com seus estudos na Universidade Brown, nos Estados Unidos, enquanto ele continuava a residir em Inglaterra. Ainda em 2010, teve um breve relacionamento com George Craig, o vocalista da banda One Night Only, e participou de um dos vídeos musicais da banda. Os dois conheceram-se na sessão de fotos para a campanha outono/inverno 2010 da Burberry, da qual eram modelos.
Em maio de 2011, Watson foi fotografada enquanto caminhava com o ator Johnny Simmons, seu colega de elenco em The Perks of Being a Wallflower, e surgiram suspeitas de que os dois estariam em um relacionamento, negado na época. Entretanto, em agosto de 2011, os dois foram fotografados aos beijos. Em novembro de 2011, foi relatado que eles tinham posto um fim no relacionamento, e rumores mencionavam que a razão do término era o regresso de Watson para Inglaterra para estudar na Universidade de Oxford. Durante o Festival Coachella de 2012, ocorrido no mês de abril, Watson foi fotografada aos beijos com Will Adamowicz, seu colega da Universidade de Oxford. O casal terminou o relacionamento de quase dois anos em setembro de 2013 e, em janeiro de 2014, Watson foi fotografada com o seu novo namorado, o jogador de rugby Matt Janney, em suas férias no Caribe. O namoro durou quase um ano, mas chegou ao fim no começo de dezembro de 2014. Em outubro de 2019 começou um relacionamento com o empresário Leo Alexander Robinton.

## Filmografia

### Cinema
| Ano  | Filme                                         | Título em Português                            | Personagem           |
| ---- | --------------------------------------------- | ---------------------------------------------- | -------------------- |
| 2001 | Harry Potter and the Philosopher's Stone      | Harry Potter e a Pedra Filosofal               | Hermione Granger     |
| 2002 | Harry Potter and the Chamber of Secrets       | Harry Potter e a Câmara Secreta                | Hermione Granger     |
| 2004 | Harry Potter and the Prisoner of Azkaban      | Harry Potter e o Prisioneiro de Azkaban        | Hermione Granger     |
| 2005 | Harry Potter and the Goblet of Fire           | Harry Potter e o Cálice de Fogo                | Hermione Granger     |
| 2007 | Harry Potter and the Order of the Phoenix     | Harry Potter e a Ordem da Fênix                | Hermione Granger     |
| 2008 | The Tale of Despereaux                        | O Corajoso Ratinho Despereaux                  | Princesa Pea (voz)   |
| 2009 | Harry Potter and the Half-Blood Prince        | Harry Potter e o Enigma do Príncipe            | Hermione Granger     |
| 2010 | Harry Potter and the Deathly Hallows – Part 1 | Harry Potter e as Relíquias da Morte – Parte 1 | Hermione Granger     |
| 2011 | Harry Potter and the Deathly Hallows – Part 2 | Harry Potter e as Relíquias da Morte – Parte 2 | Hermione Granger     |
| 2011 | My Week with Marilyn                          | Sete Dias com Marilyn                          | Lucy                 |
| 2012 | The Perks of Being a Wallflower               | As Vantagens de Ser Invisível                  | Sam                  |
| 2013 | The Bling Ring                                | Bling Ring: A Gangue de Hollywood              | Nicki                |
| 2013 | This Is the End                               | É o Fim                                        | Ela mesma            |
| 2014 | Noah                                          | Noé                                            | Ila                  |
| 2015 | Colonia                                       | Amor e Revolução                               | Lena                 |
| 2015 | Regression                                    | Regressão                                      | Angela               |
| 2017 | Beauty and the Beast                          | A Bela e a Fera                                | Bela                 |
| 2017 | The Circle                                    | O Círculo                                      | Mae Holland          |
| 2018 | Queen of the Tearling                         | Rainha do Tearling                             | Kelsea Glynn         |
| 2019 | Little Women                                  | Adoráveis Mulheres                             | Margaret "Meg" March |

### Televisão
| Ano  | Título                                                       | Personagem        | Notas                                       |
| ---- | ------------------------------------------------------------ | ----------------- | ------------------------------------------- |
| 1997 | Biografias                                                   | Ela mesma         | Harry Potter Kids .                         |
| 2001 | 'Harry Potter': Behind the Magic                             | Ela mesma         | Curta-metragem documental                   |
| 2001 | Omnibus                                                      | Ela mesma         | Episódio: J.K. Rowling: Harry Potter and Me |
| 2004 | Vá Para Cabeça Encolhida                                     | Ela mesma         | Curta-metragem documental                   |
| 2004 | Cartoon Cartoon Fridays                                      | Ela mesma         | TV Series short                             |
| 2007 | Ballet Shoes                                                 | Pauline Fossil    | Telefilme                                   |
| 2010 | Harry Potter and the Deathly Hallows T4 Premiere Special     | Hermioner Granger | TV Special                                  |
| 2010 | Big Movie Premiere: Harry Potter & the Deathly Hallows Pt. 1 | Hermioner Granger | Documentário de TV                          |
| 2010 | Creating the World of Harry Potter, Part 4: Sound and Music  | Hermioner Granger | Documentário                                |
| 2010 | Creating the World of Harry Potter, Part 3: Creatures        | Hermioner Granger | Documentário                                |
| 2011 | My Week with Marilyn: The Untold Story of an American Icon   | Ela mesma         | TV Special                                  |
| 2011 | As Mulheres de Harry Potter                                  | Ela mesma         | Documentário                                |
| 2011 | Quando Harry Deixou Hogwarts                                 | Hermioner Granger | Documentário                                |
| 2011 | 50 Greatest Harry Potter Moments                             | Hermioner Granger | Documentário de TV                          |
| 2011 | Creating the World of Harry Potter, Part 5: Evolution        | Hermioner Granger | Documentário                                |
| 2011 | Creating the World of Harry Potter, Part 6: Magical Effects  | Hermioner Granger | Documentário de TV                          |
| 2012 | Creating the World of Harry Potter, Part 8: Growing Up       | Ela mesma         | Documentário                                |
| 2014 | Brows Held High                                              | Ela mesma         | Episódio: And the Beast: Part 1             |
| 2014 | Harry Potter and the Escape from Gringotts                   | Hermioner Granger | Curta metragem                              |
| 2015 | The Vicar of Dibley                                          | Reverenda Iris    | Episódio: "The Bishop of Dibley"            |
| 2015 | Hormivuela como puedas                                       | Ela mesma         | Curta metragem                              |
| 2016 | Red Nose Day                                                 | Ela mesma         | Curta-metragem documental                   |
| 2016 | The Red Pill                                                 | Ela mesma         | Documentário                                |
| 2018 | Dancing with the Stars                                       | Ela mesma         | Episódio: Week 9: Finale                    |
| 2020 | Louisa's Legacy: Little Women and Orchard House              | Ela mesma         | Curta-metragem documental                   |
| 2022 | Harry Potter 20th Anniversary: Return to Hogwarts            | Ela mesma         | Reunião Especial                            |

### Videoclipes
| Ano  | Título                  | Personagem | Artista        |
| ---- | ----------------------- | ---------- | -------------- |
| 2010 | "Say You Don't Want It" | Lady       | One Night Only |

## Prêmios e indicações
| Ano  | Premiação                                     | Categoria                                               | Obra                                          | Resultado  | Ref.    |
| ---- | --------------------------------------------- | ------------------------------------------------------- | --------------------------------------------- | ---------- | ------- |
| 2002 | Young Artist Awards                           | Melhor Atriz Juvenil de Cinema                          | Harry Potter and the Philosopher's Stone      | Vencedora  | [ 26 ]  |
| 2002 | Phoenix Film Critics Society Awards           | Melhor Atuação Juvenil                                  | Harry Potter and the Philosopher's Stone      | Indicada   | [ 129 ] |
| 2002 | Saturn Award                                  | Melhor Atuação Juvenil                                  | Harry Potter and the Philosopher's Stone      | Indicada   | [ 130 ] |
| 2002 | Empire Awards                                 | Melhor Estreia (com Daniel Radcliffe e Rupert Grint)    | Harry Potter and the Philosopher's Stone      | Indicados  | [ 131 ] |
| 2002 | American Moviegoer Awards                     | Melhor Atriz Coadjuvante                                | Harry Potter and the Philosopher's Stone      | Indicada   | [ 132 ] |
| 2003 | Otto Awards                                   | Melhor Atriz                                            | Harry Potter and the Chamber of Secrets       | Vencedora  | [ 29 ]  |
| 2003 | Phoenix Film Critics Society Awards           | Melhor Atuação Juvenil como Protagonista ou Coadjuvante | Harry Potter and the Chamber of Secrets       | Vencedora  | [ 133 ] |
| 2004 | Otto Awards                                   | Melhor Atriz                                            | Harry Potter and the Prisoner of Azkaban      | Vencedora  | [ 33 ]  |
| 2004 | Total Film Awards                             | Melhor Atuação Infantil do Ano                          | Harry Potter and the Prisoner of Azkaban      | Vencedora  | [ 33 ]  |
| 2005 | Broadcast Film Critics Association            | Melhor Atuação Juvenil                                  | Harry Potter and the Prisoner of Azkaban      | Indicada   | [ 134 ] |
| 2006 | Broadcast Film Critics Association            | Melhor Atuação Juvenil                                  | Harry Potter and the Goblet of Fire           | Indicada   | [ 134 ] |
| 2006 | Otto Awards                                   | Melhor Atriz                                            | Harry Potter and the Goblet of Fire           | Vencedora  | [ 37 ]  |
| 2006 | Kids' Choice Awards Australiano               | Atriz Favorita de Cinema                                | Harry Potter and the Goblet of Fire           | Indicada   | [ 134 ] |
| 2007 | National Movie Award                          | Melhor Atriz                                            | Harry Potter and the Order of the Phoenix     | Vencedora  | [ 42 ]  |
| 2007 | Kids' Choice Awards UK                        | Melhor Atriz de Cinema                                  | Harry Potter and the Order of the Phoenix     | Vencedora  | [ 135 ] |
| 2008 | Empire Awards                                 | Melhor Atriz                                            | Harry Potter and the Order of the Phoenix     | Indicada   | [ 134 ] |
| 2008 | Otto Awards                                   | Melhor Atriz                                            | Harry Potter and the Order of the Phoenix     | Vencedora  | [ 136 ] |
| 2008 | SyFy Genre Awards                             | Melhor Atriz                                            | Harry Potter and the Order of the Phoenix     | Vencedora  | [ 137 ] |
| 2008 | Glamour Awards                                | Melhor Atriz Britânica de Televisão                     | Ballet Shoes                                  | Indicada   | [ 138 ] |
| 2009 | Scream Awards                                 | Melhor Atriz em Filme de Fantasia                       | Harry Potter and the Half-Blood Prince        | Indicada   | [ 139 ] |
| 2010 | National Movie Awards                         | Atuação do Ano                                          | Harry Potter and the Half-Blood Prince        | Indicada   | [ 134 ] |
| 2010 | MTV Movie Awards                              | Melhor Atriz                                            | Harry Potter and the Half-Blood Prince        | Indicada   | [ 140 ] |
| 2010 | Teen Choice Awards                            | Atriz Favorita em Filme de Fantasia                     | Harry Potter and the Half-Blood Prince        | Indicada   | [ 134 ] |
| 2011 | People's Choice Awards                        | Estrela de cinema favorita com menos de 25 anos         | Harry Potter and the Deathly Hallows – Part 1 | Indicada   | [ 134 ] |
| 2011 | Empire Awards                                 | Melhor Atriz                                            | Harry Potter and the Deathly Hallows – Part 1 | Indicada   | [ 141 ] |
| 2011 | MTV Movie Awards                              | Melhor Atriz                                            | Harry Potter and the Deathly Hallows – Part 1 | Indicada   | [ 142 ] |
| 2011 | MTV Movie Awards                              | Melhor beijo (com Daniel Radcliffe)                     | Harry Potter and the Deathly Hallows – Part 1 | Indicados  | [ 134 ] |
| 2011 | MTV Movie Awards                              | Melhor luta (com Daniel Radcliffe e Rupert Grint)       | Harry Potter and the Deathly Hallows – Part 1 | Indicados  | [ 134 ] |
| 2011 | Teen Choice Awards                            | Atriz Favorita em Filme de Ficção Científica/Fantasia   | Harry Potter and the Deathly Hallows – Part 1 | Vencedora  | [ 134 ] |
| 2011 | Teen Choice Awards                            | Melhor Beijo (com Daniel Radcliffe)                     | Harry Potter and the Deathly Hallows – Part 1 | Vencedores | [ 134 ] |
| 2011 | Teen Choice Awards                            | Estrela Favorita de Filme Lançado no Verão              | Harry Potter and the Deathly Hallows – Part 2 | Vencedora  | [ 134 ] |
| 2011 | Scream Awards                                 | Melhor Atriz de Fantasia                                | Harry Potter and the Deathly Hallows – Part 2 | Indicada   | [ 143 ] |
| 2012 | People's Choice Awards                        | Estrela de Cinema Favorita com menos de 25 anos         | Harry Potter and the Deathly Hallows – Part 2 | Indicada   | [ 144 ] |
| 2012 | Kids' Choice Awards                           | Melhor Atriz Favorita de Cinema                         | Harry Potter and the Deathly Hallows – Part 2 | Indicada   | [ 134 ] |
| 2012 | Kids' Choice Awards UK                        | Melhor Atriz Britânica Favorita                         | Harry Potter and the Deathly Hallows – Part 2 | Vencedora  | [ 145 ] |
| 2012 | Saturn Awards                                 | Melhor Atriz Coadjuvante                                | Harry Potter and the Deathly Hallows – Part 2 | Indicada   | [ 134 ] |
| 2012 | MTV Movie Awards                              | Melhor Atriz                                            | Harry Potter and the Deathly Hallows – Part 2 | Indicada   | [ 146 ] |
| 2012 | MTV Movie Awards                              | Melhor Beijo (com Rupert Grint)                         | Harry Potter and the Deathly Hallows – Part 2 | Indicados  | [ 146 ] |
| 2012 | Boston Society of Film Critics Award          | Melhor Atriz Coadjuvante                                | The Perks of Being a Wallflower               | Indicada   | [ 147 ] |
| 2012 | San Diego Film Critics Society                | Melhor Atriz Coadjuvante                                | The Perks of Being a Wallflower               | Vencedora  | [ 134 ] |
| 2012 | St. Louis Film Critics Awards                 | Melhor Atriz Coadjuvante                                | The Perks of Being a Wallflower               | Indicada   | [ 148 ] |
| 2012 | Phoenix Film Critics Society Awards           | Melhor Atriz Coadjuvante                                | The Perks of Being a Wallflower               | Indicada   | [ 149 ] |
| 2013 | People's Choice Awards                        | Atriz Favorita em Filme de Drama                        | The Perks of Being a Wallflower               | Vencedora  | [ 150 ] |
| 2013 | Kids' Choice Awards UK                        | Melhor Atriz Britânica Favorita                         | The Perks of Being a Wallflower               | Vencedora  | [ 151 ] |
| 2013 | MTV Movie Awards                              | Trailblazer Award                                       | —                                             | Vencedora  | [ 152 ] |
| 2013 | Teen Choice Awards                            | Atriz Favorita em Filme de Drama                        | The Perks of Being a Wallflower               | Vencedora  | [ 153 ] |
| 2014 | Teen Choice Awards                            | Melhor Atriz de Filme Drama                             | Noah                                          | Indicada   | [ 154 ] |
| 2014 | Britannia Awards                              | Atriz Britânica do Ano                                  | —                                             | Vencedora  | [ 155 ] |
| 2014 | People's Choice Awards                        | Melhor Atriz de Comédia                                 | This Is the End                               | Indicada   | [ 156 ] |
| 2014 | British Fashion Awards                        | Melhor Estilo Britânico                                 | —                                             | Vencedora  | [ 157 ] |
| 2017 | MTV Movie & TV Awards                         | Melhor Atuação em um Filme                              | Beauty and the Beast                          | Venceu     | [ 158 ] |
| 2017 | MTV Movie & TV Awards                         | Melhor Beijo (com Dan Stevens)                          | Beauty and the Beast                          | Indicado   | [ 158 ] |
| 2017 | Teen Choice Awards                            | Melhor Atriz de Filme Fantasia                          | Beauty and the Beast                          | Venceu     | [ 159 ] |
| 2017 | Teen Choice Awards                            | Choice Movie Ship (com Dan Stevens)                     | Beauty and the Beast                          | Venceu     | [ 159 ] |
| 2017 | Teen Choice Awards                            | Choice Liplock (com Dan Stevens)                        | Beauty and the Beast                          | Venceu     | [ 159 ] |
| 2017 | Teen Choice Awards                            | Melhor Atriz de Filme Drama                             | The Circle                                    | Venceu     | [ 159 ] |
| 2018 | Kids Choice Awards                            | Melhor Atriz Favorita de Cinema                         | Beauty and the Beast                          | Indicado   | [ 160 ] |
| 2018 | Empire Awards                                 | Melhor Atriz                                            | Beauty and the Beast                          | Indicado   | [ 161 ] |
| 2018 | Saturn Awards                                 | Melhor Atriz                                            | Beauty and the Beast                          | Indicado   |         |
| 2018 | People's Choice Awards                        | Ícone de Estilo de 2018                                 | —                                             | Indicado   |         |
| 2019 | Washington D.C. Area Film Critics Association | Melhor Elenco                                           | Little Women                                  | Indicado   | [ 162 ] |
| 2019 | Boston Society of Film Critics                | Melhor Elenco                                           | Little Women                                  | Venceu     | [ 163 ] |
| 2019 | Florida Film Critics Circle                   | Melhor Elenco                                           | Little Women                                  | Venceu     | [ 164 ] |
| 2019 | Seattle Film Critics Society                  | Melhor Elenco                                           | Little Women                                  | Indicado   | [ 165 ] |
| 2019 | Chicago Indie Critic Awards                   | Melhor Elenco                                           | Little Women                                  | Indicado   | [ 166 ] |
| 2020 | Austin Film Critics Association               | Melhor Elenco                                           | Little Women                                  | Indicado   | [ 167 ] |
| 2020 | Critics' Choice Movie Awards                  | Melhor Elenco                                           | Little Women                                  | Indicado   | [ 168 ] |
| 2020 | Georgia Film Critics Association              | Melhor Elenco                                           | Little Women                                  | Venceu     | [ 169 ] |
| 2020 | Gold Derby Awards                             | Melhor Elenco                                           | Little Women                                  | Indicado   | [ 170 ] |